# Dentaneosuchus crassiproratus
Dentaneosuchus
Genre
Espèce
Synonymes
- Atacisaurus crassiproratus Astre, 1931
- Iberosuchus crassiproratus (Godinot et al., 2018)

Dentaneosuchus crassiproratus, unique représentant du genre Dentaneosuchus, est une espèce fossile de crocodilomorphes adaptée à un mode de vie terrestre. De très grande taille, ces carnassiers vivaient en Europe pendant l'Éocène moyen et étaient probablement les superprédateurs de cet écosystème.

## Classification

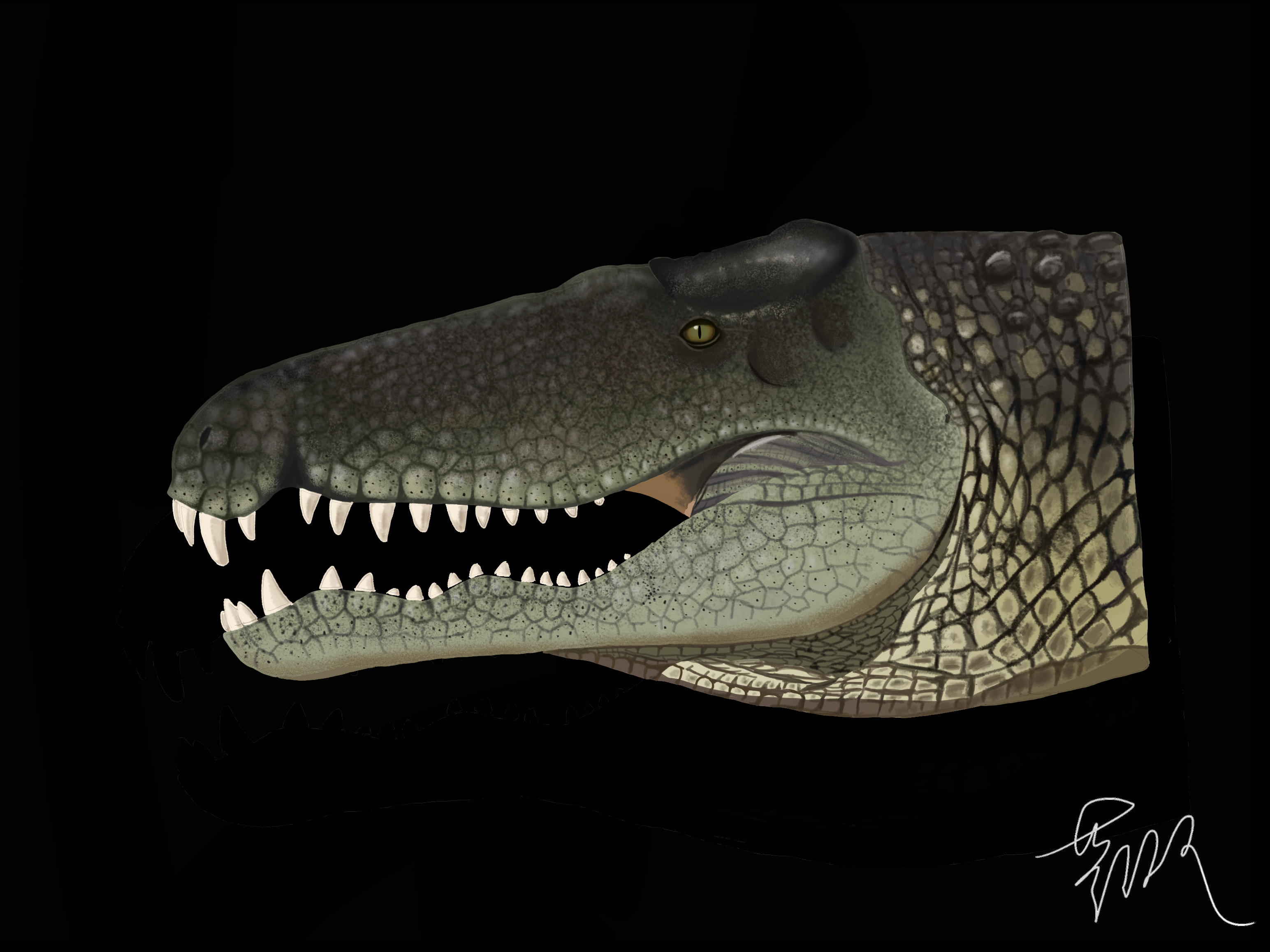
Dentaneosuchus crassiproratus.

L'espèce type du genre, Dentaneosuchus crassiproratus, a été décrite en 1931 par le naturaliste français Gaston Astre (d) (1896-1975) sous le protonyme Atacisaurus crassiproratus sur la base d'un fragment de mâchoire découvert à Issel, dans le département de l'Aude, en France.
Il existait des membres du clade Ziphosuchia en Europe pendant le Crétacé, appartenant aux genres Ogresuchus et Doratodon. Cependant, les importantes différentes morophologiques font que Dentaneosuchus n'est probablement pas leur descendant, il semble beaucoup plus proche des Notosuchiens sud-américains. Sa présence en Europe est difficile à expliquer.

### Renommage
En 2023, Jeremy E. Martin (d) et son équipe (Yohan Pochat-Cottilloux (d), Yves Laurent (d), Vincent Perrier (d), Emmanuel Robert (d) et Antoine (d)) redécrivent un spécimen presque complet et renomment l'espèce sous le taxon Dentaneosuchus crassiproratus.

### Étymologie
Le nom générique, Dentaneosuchus, est la combinaison de dentaneo qui signifie « effrayant ou qui montre les dents », suivi du suffixe suchus propre au crocodiliens.

## Caractéristiques
Dentaneosuchus crassiproratus était un crocodilomorophe, mais pas un crocodilien : c'est-à-dire que ses plus proches parents actuels sont des crocodiles, mais il est plus éloigné d'eux que les crocodiles ne sont les uns des autres. C'était un prédateur terrestre, et sans doute le plus grand en Europe pendant cette période. Il était d'une taille très proche de son parent Barinasuchus, qui vivait en Amérique du Sud pendant la même période et est considéré comme le plus grand prédateur terrestre depuis l'extinction K-T.
Dentaneosuchus est zyphodonte, c'est-à-dire que ses dents sont adaptées à la prédation sur la terre ferme. Les crocodiles aquatiques ont des dents de forme coniques, qui servent à immobiliser la proie pour l'emmener sous l'eau (elle meurt alors par noyade). Chez Dentaneosuchus, les dents ont une forme beaucoup plus aplaties et présente des serrations, ce qui permet de tuer une proie par perte de sang. C'est un caractère qu'il partage avec les autres Notosuchiens, et qui a aussi évolué, indépendamment, chez d'autres suchiens ayant évolué vers un mode de vie tout ou partie terrestre, dont Postosuchus au Trias, Boverisuchus pendant l'Éocène, Mekosuchus plus récent, et, dans une moindre mesure, chez une espèce contemporaine, le caïman de Schneider.

### Publications originales
- Genre Dentaneosuchus :
  - [2023] (en) Jeremy E. Martin, Yohan Pochat-Cottilloux, Yves Laurent, Vincent Perrier, Emmanuel Robert et Pierre-Olivier Antoine, « Anatomy and phylogeny of an exceptionally large sebecid (Crocodylomorpha) from the middle Eocene of southern France », Journal of Vertebrate Paleontology, SVP et Taylor & Francis,‎ 26 avril 2023, e2193828 (ISSN 0272-4634 et 1937-2809, OCLC 238100068, DOI 10.1080/02724634.2023.2193828, lire en ligne). .
- Espèce Dentaneosuchus crassiproratus sous le taxon Atacisaurus crassiproratus :
  - [1931] Gaston Astre, « Les crocodiliens fossiles des terrains tertiaires sous−pyrénéens », Bulletin de la Société d'histoire naturelle de Toulouse, Toulouse, vol. 61,‎ 1er janvier 1931, p. 25-71 (ISSN 0758-4113 et 2390-3740, OCLC 1641637, lire en ligne). .